# Jodid rubidný
Jodid rubidný je anorganická sloučenina, (halogenid) se vzorcem RbI. Krystaluje ve formě těsné krychlové (kubické) mřížky jako NaCl.

## Příprava
Jodid rubidný se připravuje reakcí kovového elementárního rubidia s elementárním jodem:
2Rb + I2 → 2RbI
Jiná možnost je reakce hydroxidu rubidného s kyselinou jodovodíkovou:
RbOH + HI → RbI + H2O

## Podobné sloučeniny
- Fluorid rubidný
- Chlorid rubidný
- Bromid rubidný
- Jodid lithný
- Jodid sodný
- Jodid draselný
- Jodid cesný